# Arachnodes pusillus
Arachnodes pusillus là một loài bọ cánh cứng trong họ Bọ hung (Scarabaeidae).